# System der natürlichen Freiheit
Das einfache System der natürlichen Freiheit ist eine von Adam Smith vorgeschlagene gesellschaftliche Ordnung („obvious and simple system of natural liberty“). 
Die zentrale Aussage ist: Freiheit und Wohlstand werden gleichzeitig erreicht. Bis auf wenige ordnungsbedingte Rahmenbedingungen werden den Menschen in ihrem Tun völlige Freiheit überlassen, um ihre eigenen Interessen wahrzunehmen. Im Sinne der unsichtbaren Hand postuliert Smith, dass durch die „natürliche Ordnung“ der Dinge automatisch auch die Interessen der Allgemeinheit wahrgenommen werden.
Deutlicher wird der Vorschlag möglicherweise im Vergleich zu einem „unnatürlichen System“. Smith hatte dabei den Adel im Auge, das Lehenssystem, den Feudalismus. Auch hier beschrieb Smith wie die unsichtbare Hand (der Wille der Natur) durch das eigennützige Verhalten des Adels ihn selbst schließlich abschaffte und sich die Gesellschaft in Richtung des Systems der natürlichen Freiheit bewegt.
Zwei Jahrhunderte später wird Amartya Sen für weitere Ausführungen im Sinne des Grundgedanken vom System der natürlichen Freiheit der Dänische Fernsehpreis verliehen. „Entwicklung als Freiheit“.
Siehe auch „Staatstheorie“ bei Adam Smith.

„Gibt man daher alle Systeme der Begünstigung und Beschränkung auf, so stellt sich ganz von selbst das einsichtige und einfache System der natürlichen Freiheit her. Solange der Einzelne nicht die Gesetze verletzt, lässt man ihm völlige Freiheit, damit er das eigene Interesse auf seine Weise verfolgen kann ... Der Herrscher wird dadurch vollständig von einer Pflicht entbunden, bei deren Ausübung er stets unzähligen Täuschungen ausgesetzt sein muss und zu deren Erfüllung keine menschliche Weisheit oder Kenntnis jemals ausreichen könnte, nämlich der Pflicht oder Aufgabe, den Erwerb privater Leute zu überwachen und ihn in Wirtschaftszweige zu lenken, die für das Land am nützlichsten sind.“